# 다이빙벨 그후
"다이빙벨 그후"는 한국에서 제작된 이상호 감독의 2018년 다큐멘터리 영화이다. 이용관 등이 주연으로 출연하였다.

## 출연

### 주연
- 이용관
- 김지석
- 오석근
- 이종인